# EuroLeague 2022/23
Die Saison 2022/23 ist die 23. Spielzeit der EuroLeague (offiziell Turkish Airlines EuroLeague) unter Leitung der ULEB und die insgesamt 66. Saison des bedeutendsten Wettbewerbs für europäische Basketball-Vereinsmannschaften, der von 1958 bis 2000 von der FIBA unter verschiedenen Bezeichnungen organisiert wurde.

## Modus
Es nehmen 18 Mannschaften am Wettbewerb teil. Diese treten in einer Gruppe je zweimal gegeneinander an, sodass jede Mannschaft 34 Spiele absolviert.
Die acht bestplatzierten Mannschaften qualifizieren sich für die K.o.-Runde, welche als Play-off im „Best-of-Five“-Modus ausgetragen wird. Die vier siegreichen Mannschaften bestreiten das Final Four in der Žalgirio Arena in Kaunas.

## Mannschaften
Russische Vereine sind aufgrund des Überfalls auf die Ukraine 2022 nach dem Ausschluss in der Saison 2021/22 von der EuroLeague sowie dem EuroCup 2022/23 weiter ausgeschlossen. Dies gab die EuroLeague am 16. Juni 2022 bekannt.

### Teilnehmerfeld
Am 16. Juni 2022 gab die EuroLeague die Teilnehmer der Saison 2022/23 bekannt.
| Verein                    | Nationale Liga            | Halle                                     | Lizenz |
| ------------------------- | ------------------------- | ----------------------------------------- | ------ |
| Real Madrid               | Liga Endesa               | WiZink Center                             | A      |
| FC Barcelona              | Liga Endesa               | Palau Blaugrana                           | A      |
| Cazoo Baskonia            | Liga Endesa               | Fernando Buesa Arena                      | A      |
| Valencia Basket           | Liga Endesa               | Pabellón Fuente de San Luis               | WC     |
| FC Bayern München         | easyCredit BBL            | Audi Dome                                 | A      |
| Alba Berlin               | easyCredit BBL            | Mercedes-Benz-Arena                       | WC     |
| Panathinaikos OPAP        | Stoiximan Basket League   | OAKA Olympic Indoor Hall                  | A      |
| Olympiakos Piräus         | Stoiximan Basket League   | Stadion des Friedens und der Freundschaft | A      |
| Fenerbahçe Beko Istanbul  | ING Basketbol Süper Ligi  | Ülker Sports Arena                        | A      |
| Anadolu Efes SK Istanbul  | ING Basketbol Süper Ligi  | Sinan Erdem Dome                          | A      |
| LDLC ASVEL Villeurbanne   | Ligue Nationale de Basket | Astroballe                                | A      |
| AS Monaco                 | Ligue Nationale de Basket | Salle Gaston Médecin                      | EC     |
| Maccabi Playtika Tel Aviv | Ligat Winner Sal          | Menora Mivtachim Arena                    | A      |
| EA7 Emporio Armani Milano | Lega Basket Serie A       | Mediolanum Forum                          | A      |
| Virtus Segafredo Bologna  | Lega Basket Serie A       | Virtus Segafredo Arena                    | EC     |
| Žalgiris Kaunas           | Lietuvos krepšinio lyga   | Žalgirio Arena                            | A      |
| Crvena Zvezda mts         | Košarkaška liga Srbije    | Štark-Arena                               | ABA    |
| Partizan Mozzart Bet      | Košarkaška liga Srbije    | Štark-Arena                               | WC     |

- Vereine mit einer A-Lizenz haben dauerhaftes Teilnahmerecht in der EuroLeague, unabhängig vom Abschneiden in der EuroLeague oder der nationalen Liga.
- Virtus Segafredo Bologna qualifizierte sich durch den Finalsieg im EuroCup 2021/22.
- AS Monaco qualifizierte sich durch den Finalsieg im EuroCup 2020/21.
- Crvena Zvezda mts qualifizierte sich durch den Gewinn der ABA-Liga 2021/22.
- Die übrigen Vereine nehmen durch eine Wildcard (WC) teil, die zu keiner dauerhaften Teilnahme berechtigt.

## Hauptrunde
Die Hauptrunde wurde zwischen dem 6. Oktober 2022 und dem 14. April 2023 ausgespielt. Für die Gruppenplatzierungen sind bei Mannschaften mit gleicher Anzahl von Siegen nicht das gesamte Korbpunktverhältnis, sondern nur das addierte Ergebnis im direkten Vergleich der Mannschaften untereinander entscheidend.

### Tabelle
| Team                           | Sp | S  | N  | P+   | P-   |
| ------------------------------ | -- | -- | -- | ---- | ---- |
| 01. Olympiakos Piräus          | 34 | 24 | 10 | 2857 | 2578 |
| 02. FC Barcelona               | 34 | 23 | 11 | 2723 | 2580 |
| 03. Real Madrid                | 34 | 23 | 11 | 2877 | 2666 |
| 04. AS Monaco                  | 34 | 21 | 13 | 2802 | 2749 |
| 05. Maccabi Tel Aviv           | 34 | 20 | 14 | 2827 | 2743 |
| 06. Partizan Mozzart Bet       | 34 | 20 | 14 | 2877 | 2781 |
| 07. Žalgiris Kaunas            | 34 | 19 | 15 | 2591 | 2626 |
| 08. Fenerbahçe                 | 34 | 19 | 15 | 2823 | 2745 |
| 09. Cazoo Baskonia             | 34 | 18 | 16 | 2919 | 2836 |
| 10. Roter Stern Belgrad        | 34 | 17 | 17 | 2591 | 2613 |
| 11. Anadolu Efes Istanbul      | 34 | 17 | 17 | 2800 | 2736 |
| 12. EA7 Emporio Armani Olimpia | 34 | 15 | 19 | 2534 | 2611 |
| 13. Valencia Basket Club       | 34 | 15 | 19 | 2756 | 2891 |
| 14. Virtus Segafredo Bologna   | 34 | 14 | 20 | 2644 | 2801 |
| 15. Alba Berlin                | 34 | 11 | 23 | 2704 | 2851 |
| 16. FC Bayern München          | 34 | 11 | 23 | 2605 | 2739 |
| 17. Panathinaikos Athen        | 34 | 11 | 23 | 2649 | 2773 |
| 18. ASVEL Lyon                 | 34 | 8  | 26 | 2527 | 2787 |

## Finalrunde

### Viertelfinale
Im Modus „Best-of-Five“ treten die verbliebenen acht Teams in bis zu fünf Mannschaftsbegegnungen gegeneinander an. Der Erste der Hauptrunde trifft auf den Achten, der Zweite auf den Siebten, der Dritte auf den Sechsten und der Vierte auf den Hauptrundefünften.
Die vier Mannschaften, welche diese Duelle für sich entschieden hatten, erreichten das Final-Four-Turnier.
Die Viertelfinalspiele fanden vom 25. April bis 10. Mai 2023 statt.
| Paarung           | Paarung | Paarung              | 1. Spiel | 2. Spiel | 3. Spiel | 4. Spiel | 5. Spiel |
| Olympiakos Piräus | −       | Fenerbahçe           | 79:68    | 78:82    | 72:71    | 69:73    | 84:72    |
| FC Barcelona      | −       | Žalgiris Kaunas      | 91:69    | 89:81    | 77:66    |          |          |
| Real Madrid       | −       | Partizan Mozzart Bet | 87:89    | 80:95    | 82:80    | 85:78    | 98:94    |
| AS Monaco         | −       | Maccabi Tel Aviv     | 67:79    | 86:74    | 83:78    | 69:104   | 97:86    |

### Final Four

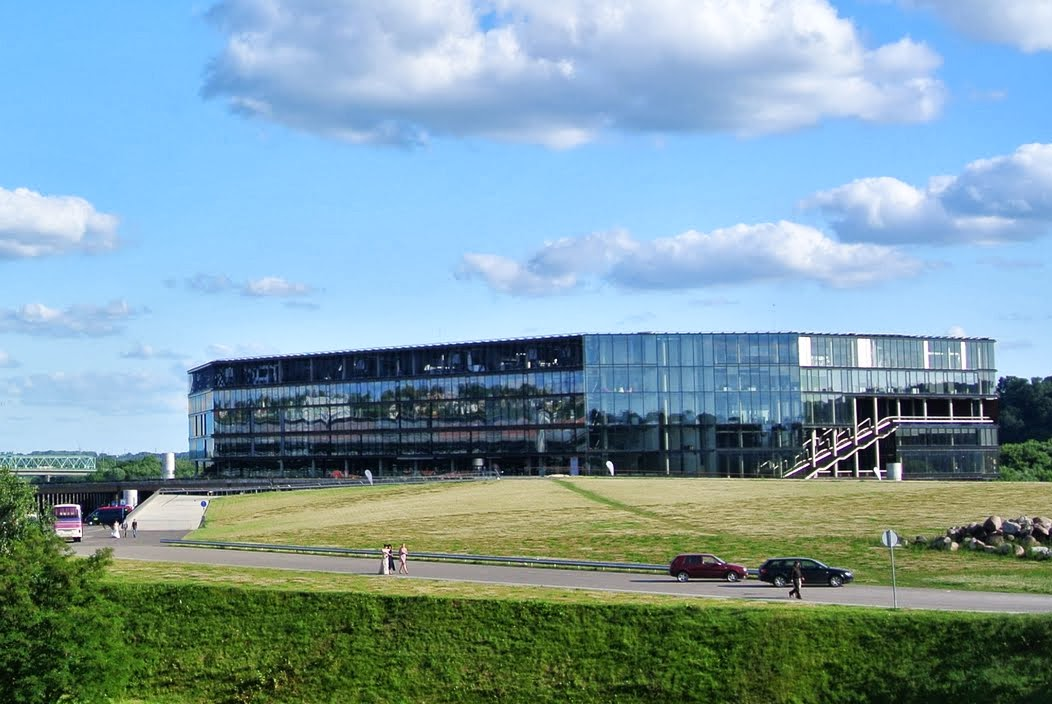
Žalgirio Arena

In einem Turnier traten je zwei Mannschaften in Halbfinals gegeneinander an. Die Sieger qualifizierten sich für das Finale, aus dem der Sieger der EuroLeague hervorging. Gespielt wurde das Final Four vom 19. bis 21. Mai 2023 in der Žalgirio Arena in Kaunas, Litauen.

#### Halbfinale
Die Halbfinalspiele fanden am 19. Mai 2023 statt.
| Paarung           | Paarung | Paarung     | Ergebnis |
| Olympiakos Piräus | −       | AS Monaco   | 76:62    |
| FC Barcelona      | −       | Real Madrid | 62:78    |

#### Spiel um Platz 3
Das Spiel um Platz 3 fand am 21. Mai 2023 statt.
| Paarung   | Paarung | Paarung      | Ergebnis |
| AS Monaco | −       | FC Barcelona | 78:66    |

#### Finale
Das Finale fand am 21. Mai 2023 statt.
| Paarung           | Olympiakos Piräus – Real Madrid |
| Ergebnis          | 78:79 |
| Datum             | 21. Mai 2023, 21 Uhr |
| Stadion           | Žalgirio Arena, Kaunas |
| Zuschauer         | 11.066 |
| Schiedsrichter    | Saša Pukl, Gytis Vilius, Mehdi Difallah |
| Olympiakos Piräus | Thomas Walkup, Isaiah Canaan 21, Kostas Papanikolaou 6, Aleksandar Vezenkov 29, Moustapha Fall, Tarik Black, Joel Bolomboy 2, Giannoulis Larentzakis, Shaquielle McKissic 14, Kostas Sloukas 6 Trainer: Georgios Bartzokas |
| Real Madrid       | Nigel Williams-Goss 9, Džanan Musa 6, Ádám Hanga 2, Eli Ndiaye 3, Walter Tavares 13, Fabien Causeur 11, Rudy Fernández 3, Mario Hezonja 12, Sergio Llull 2, Anthony Randolph 3, Sergio Rodríguez 15 Trainer: Chus Mateo    |

## Auszeichnungen

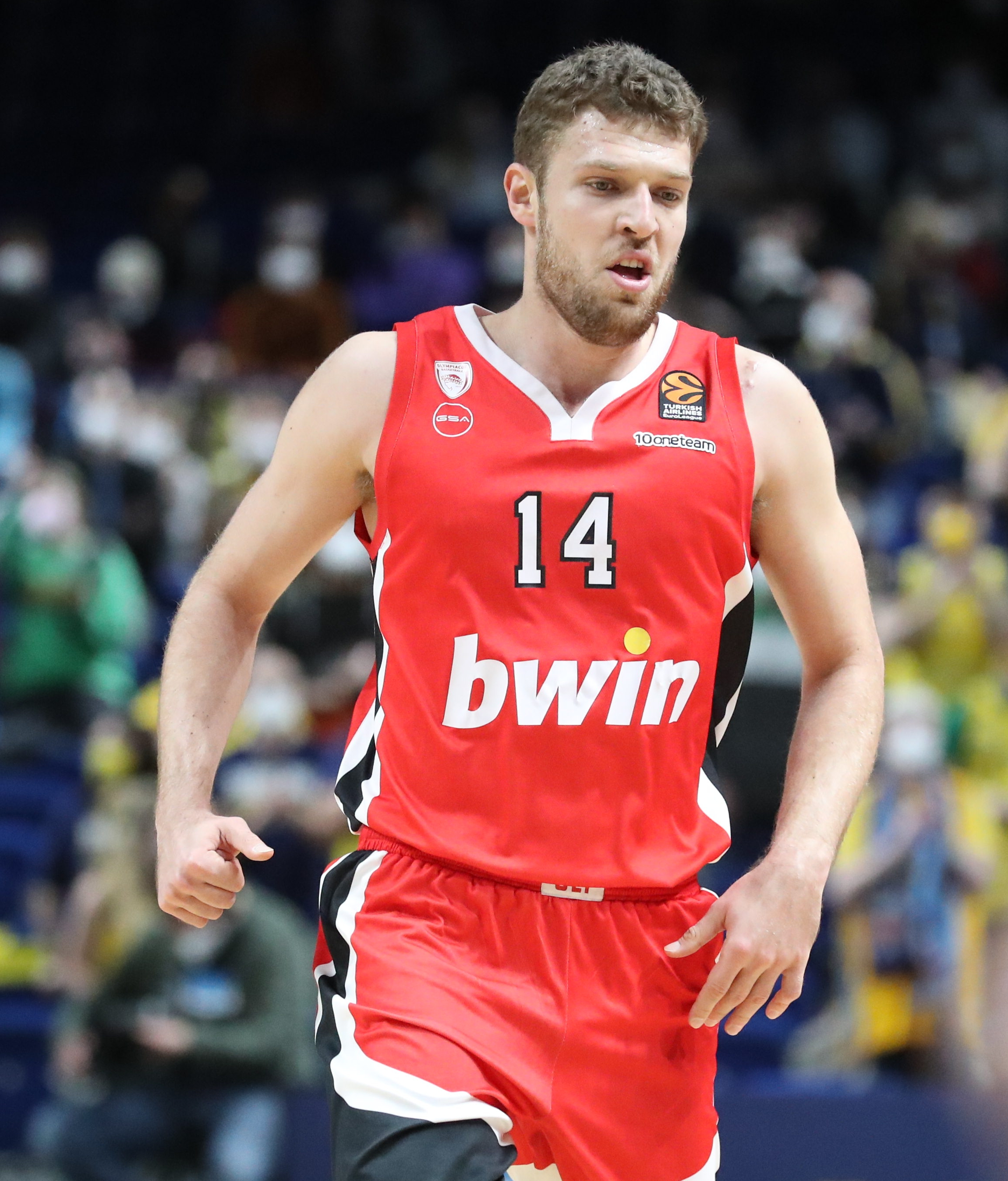
Regular Season MVP: Aleksandar Vezenkov

### MVP der EuroLeague-Saison
- Aleksandar Vezenkov (Olympiakos Piräus)

### Final Four MVP
- Walter Tavares (Real Madrid)

### All EuroLeague First Team
- Lorenzo Brown (Maccabi Playtika Tel Aviv)
- Džanan Musa (Real Madrid)
- Aleksandar Vezenkov (Olympiakos Piräus)
- Mathias Lessort (Partizan Mozzart Bet)
- Walter Tavares (Real Madrid)

### All EuroLeague Second Team
- Darius Thompson (Cazoo Baskonia)
- Kevin Punter (Partizan Mozzart Bet)
- Wade Baldwin (Maccabi Tel Aviv)
- Mike James (AS Monaco)
- Nikola Mirotić (FC Barcelona)

### Bester Verteidiger
- Walter Tavares (Real Madrid)

### Rising Star Trophy
- Yam Madar (Partizan Mozzart Bet)

### Alphonso Ford Top Scorer Trophy
- Aleksandar Vezenkov (Olympiakos Piräus)

### Trainer des Jahres (Alexander Gomelski Trophy)
- Georgios Bartzokas (Olympiakos Piräus)

### MVP des Monats
- Oktober:  Mike James (AS Monaco)
- November:  Aleksandar Vezenkov (Olympiakos Piräus)
- Dezember:  Luca Vildoza (Roter Stern Belgrad)
- Januar:  Augustine Rubit (FC Bayern München)
- Februar:  Aleksandar Vezenkov (Olympiakos Piräus)
- März:  Wade Baldwin (Maccabi Tel Aviv)
- April/Mai:  Walter Tavares (Real Madrid)